# Szantorini
Szantorini vagy Szantoríni (görög betűkkel: Σαντορίνη) egy kör alakú vulkanikus szigetcsoport az Égei-tengerben. Görögország része, Athéntól körülbelül 200 km-rel délkeletre. A Kükládok szigetcsoportjának legdélibb tagja.
Szantorini alapvetően egy irdatlan erejű vulkanikus robbanás maradványa, amely megsemmisítette a korabeli településeket az eredetileg egyetlen szigeten; ez alakította ki a jelenlegi, nagyrészt vízzel feltöltött kalderát. Látványos szépsége és élénk éjszakai élete a szigeteket Európa egyik legvonzóbb turisztikai célpontjává tették. Théra ókori városa 360 méter magasan a Mesa Vouno hegyen található. Bár a vulkán jelenleg inaktív, a potenciális veszélyessége miatt mégis szerepel a Decade Volcanoes listáján.

## Etimológia
A sziget klasszikus elnevezése Théra (előfordul Thira, Fira átírással is, görögül Θήρα, IPA: ˈθira), újgörög átírása Thíra. A Szaloniki Szent Irénre utaló Szantorini nevet a Latin Császárság idején a velenceiektől, a 13. században kapta.
Előző nevei az ókorban: Kallisztē (Καλλιστή, jelentése: „szépséges, a legszebb”), Sztrongülē (Στρογγύλη, jelentése „kör alakú, kerek”). E nevek eredeti alakjára és hajdani természeti és anyagi gazdagságára egyaránt következtetni engednek.

## Földrajz
Az óriási, 12-szer 7 km méretű, nagyjából téglalap alakú központi lagúnát három oldalról 300 m magas, meredek sziklaszirtek veszik körül. A sziget a szirtektől lankásan ereszkedik az Égei-tengerbe. A kitörésekből láva viszonylag sok olivint és figyelemreméltóan kevés amfibolt tartalmaz.
Területe 73 km². A sziget egy 3500 évvel ezelőtti hatalmas vulkanikus robbanás, az úgynevezett minószi kitörés nyomait őrzi: ez berobbantotta a sziget közepét, és egy kalderát hozott létre. A tengeri bejárattal szemben egy sokkal kisebb sziget, Thirazia helyezkedik el. Thíra kikötői, az Athiniosz és az Old Port befelé néznek, mint ahogy a főváros, Fíra is a belső sziklafal tetején kapaszkodik. A kaldera 400 m mély, ezért mindenféle hajó számára alkalmas kikötőhely.

### Szigetek
| Név                   | Görög név      | Terület km² | Magasság m |
| --------------------- | -------------- | ----------- | ---------- |
| Thira                 | Θήρα           | 79,19       | 567        |
| Thirassia (Thiraszia) | Θηρασία        | 9,25        | 295        |
| Nea Kameni            | Νέα Καμένη     | 3,34        | 127        |
| Christiani            | Χριστιανή      | 1,19        | 285        |
| Palea Kameni          | Παλαιά Καμένι  | 0,52        | 98         |
| Askania               | Ασκανιά        | 0,26        | 160        |
| Aspronisi             | Ασπρόνησι      | 0,14        | 70         |
| Eschati               | Εσχάτη         | 0,001*      | 15         |
| Agios Nikolaos        | Άγιος Νικόλαος | 0,003*      |            |
| Kimina                | Κίμινα         | 0,0005*     |            |

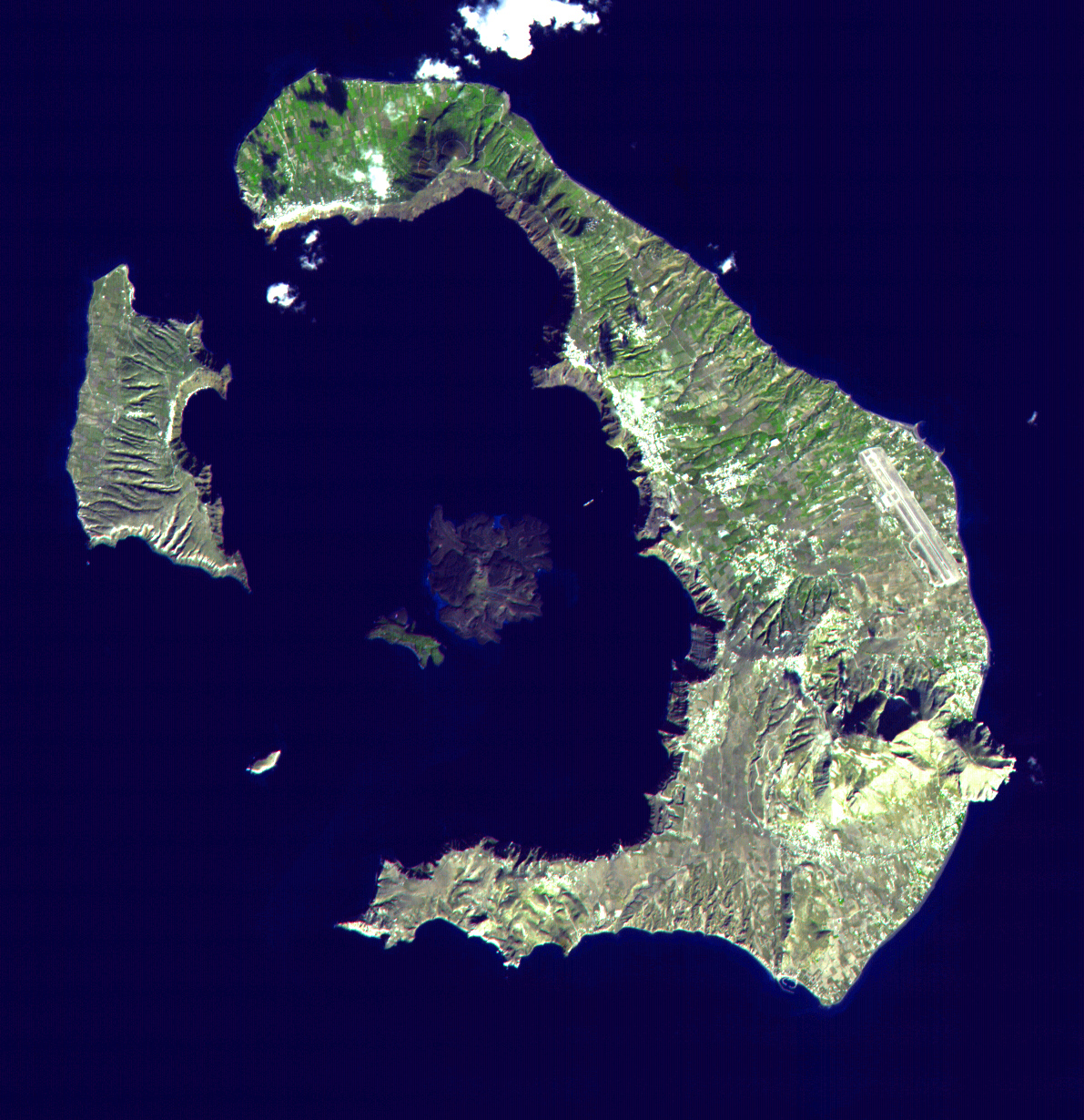
Szantorini műholdfelvételen. Középről haladva az óramutató járása szerint: Nea Kaymeni, Palea Kaymeni, Aszpronízi, Therazia és Thíra

Santorini 3D

* Az apró szigeteknél becsült terület

## Története
Ez a Dél-Égei vulkáni ív vulkanikusan legaktívabb pontja. Maga a vulkáni ív kb. 500 km hosszú és 30–40 km széles. Benne a vulkanikus aktivitás kb. 3-4 millió éve kezdődött, Théráé azonban csak mintegy 2 millió éve, a mai Akrotíri falu körüli kürtőkből eredő dácitos lávafolyással és tufaszórással.
A kaldera kialakulása volt bolygónk egyik legnagyobb vulkánkitörése. Régészeti feltárások nyomán ez Kr. e. 1500 körül történt, míg a szénizotópos kormeghatározások Kr. e. 1645 és 1600 közé teszik. Ez a kitörés a minószi civilizáció csúcspontján következett be. A robbanásból visszamaradt kalderát több száz méter vastag vulkáni hamu vette körül. A cunami közvetve hozzájárulhatott a Szantorínitől 110 km-re délre fekvő Kréta szigetén virágzott minószi civilizáció összeomlásához. Egy népszerű elmélet szerint a thérai kitörés a forrása Atlantisz legendájának is.
Kutatók szerint a bibliai Exodusban leírt tíz egyiptomi csapásból is ez okozhatott legalább hármat, így a háromnapos sötétséget is.
Kr. e. 9. század körül a dórok népesítették be a szigetet, akik Líbiában megalakították Kr. e. 630 táján a Küréné gyarmatot.
Az ókori Thíra sziklaírásai a spártaihoz hasonló, saját ábécé kialakulásáról tanúskodnak.
A középkorban, a 8. században, majd 1570-ben és 1650-ben újabb aktív vulkáni működések következtek; heves földrengések közepette az öbölben kisebb-nagyobb szigetek születtek. Utóbbi kitörés vezetett a Kolumbo tenger alatti vulkán felfedezéséhez.
1579-ben az Oszmán Birodalom hódította meg. A görög szabadságharc eredményeként, 1830-ban került az újonnan alakult Görögországhoz.

## Szantoríni ma

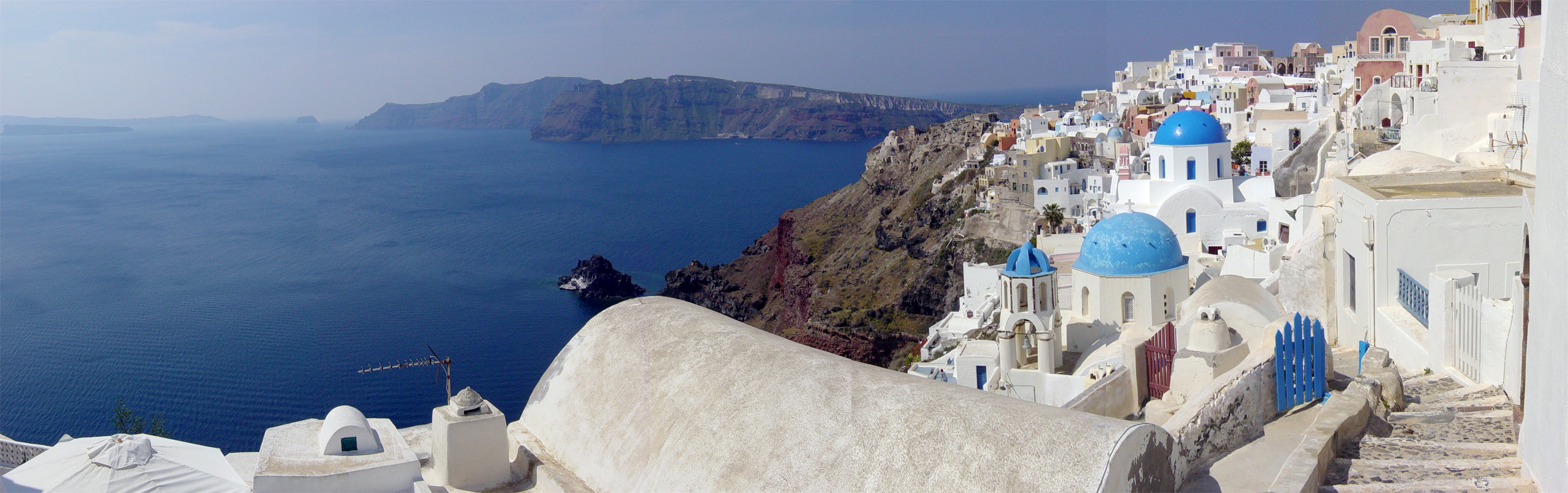
Oia és a kaldera

A sziget ma Európa egyik legismertebb és legfrekventáltabb turisztikai célpontja. Nevezték a világ 7 csodája közé. Nyáron, júniustól augusztus végéig több mint egymillió turista látogat a szigetre, többségük hatalmas óceánjáró hajóval. Ezek a rövid időre érkező hajók a főváros, Fíra alatt állnak meg, és az utasok szamárháton, libegővel vagy gyalog, majd' 600 lépcsőfokon jutnak fel a városba.  A hosszabb időre érkező turisták régebben az Athén vagy Kréta felől érkező kompokkal, ma pedig már jellemzően repülővel jönnek a szigetre.
A sziget bővelkedik a jobbnál jobb éttermekben, szállodákban, a legolcsóbbtól a luxus kategóriáig.
Fontosabb városai: Fíra (Thira) Oia, Kamari, Perissa.
A szigeten sok növény megterem, helyi jellegzetességek a fehér padlizsán, a fáva bab, az aprószemű paradicsom és a katsouni nevű uborka, továbbá világhírűek a borai.
A sziget jellegzetessége az Assyrtiko nevű bor. A szőlőt a szigeten folyamatosan fúvó szél miatt a földön, kosár alakba fonva növesztik. A bor jellegzetes ízét a vulkáni kőzetnek tulajdonítják. Fontosabb borászatai: Santo Wines, Vinsanto, Volcan Wines, Boutari Wines, Canava S.A., Halaris Winery. Többségük látogatókat is fogad.
A szigeten magasodó Profitisz Iliász (Illés próféta) hegy tetejére gyalogutak és egy szerpentines autóút vezet fel Pirgosz faluból.
Vlichada kikötőjét kisebb hajók, vitorlások, katamaránok használhatják, mert vize mindössze 4 méter mély, és a több éven keresztüli mélyítés (kotrás) sem járt tartós sikerrel. Egy másik kikötőt a repülőtér közelébe terveznek, mivel a jelenlegi két nagy kikötő túl forgalmas a nyári hónapokban.
A szigetnek a nagy számban érkező turisták miatt komoly környezeti problémái vannak. Problémás nyáron az ivóvízellátás, ezt kiküszöbölendő Oia mellett építettek egy teljesen digitális vezérlésű víztisztító telepet. Terveznek egy másikat is a sziget többi városának ellátására, hogy ne kelljen méregdrágán, tankerekkel a szigetre szállítani az ivóvizet. (A munkálatokat az Európai Unió támogatja.) A hulladékokat égetőbe fogják szállítani: 2008 októberében hatalmas szelektív hulladékgyűjtő kampány kezdődött a szigeten.
A 2007 áprilisában a kalderában elsüllyedt Sea Diamond nevű óceánjáró jelenleg is hullámsírjában fekszik. Kiemelésére nemzetközi aláírásgyűjtést is szerveztek, mindeddig hasztalanul.

## Éghajlat
Átlagos hőmérséklet
|         | Jan | Feb | Mar | Apr | Maj | Jun | Jul | Aug | Sep | Okt | Nov | Dec |
| Max. °C | 14  | 14  | 16  | 18  | 23  | 27  | 29  | 29  | 26  | 23  | 19  | 15  |
| Min. °C | 10  | 10  | 11  | 13  | 17  | 21  | 23  | 23  | 21  | 18  | 14  | 11  |
| ------- | --- | --- | --- | --- | --- | --- | --- | --- | --- | --- | --- | --- |

Átlagos csapadék
|     | Jan | Feb | Mar | Apr | Maj | Jun | Jul | Aug | Sep | Okt | Nov | Dec |
| --- | --- | --- | --- | --- | --- | --- | --- | --- | --- | --- | --- | --- |
| mm  | 71  | 43  | 40  | 16  | 11  | 0   | 7   | 0   | 11  | 38  | 59  | 75  |
| nap | 10  | 9   | 7   | 4   | 3   | 0   | 1   | 0   | 2   | 4   | 8   | 11  |

Átlagos napsütés (óra/nap)
|     | Jan | Feb | Mar | Apr | Maj | Jun | Jul | Aug | Sep | Okt | Nov | Dec |
| --- | --- | --- | --- | --- | --- | --- | --- | --- | --- | --- | --- | --- |
| Óra | 7   | 7   | 9   | 11  | 12  | 13  | 14  | 13  | 11  | 9   | 8   | 6   |

Vízhőmérséklet
|    | Jan | Feb | Mar | Apr | Maj | Jun | Jul | Aug | Sep | Okt | Nov | Dec |
| -- | --- | --- | --- | --- | --- | --- | --- | --- | --- | --- | --- | --- |
| °C | 16  | 16  | 16  | 17  | 19  | 22  | 24  | 25  | 24  | 23  | 20  | 18  |